# 泰山區 (台灣)
25°03′32″N 121°25′51″E / 25.058864°N 121.4308111°E
泰山區，舊稱「山腳」，前身「泰山鄉」，位於臺灣新北市西部，臺北盆地西北緣。北毗林口、五股兩區，西鄰桃園市龜山區，東、南兩邊與新莊區連接。境內擁有多條往返新莊區、臺北市、桃園市之鐵公路，交通便利。
泰山區為新莊平原北部延伸地帶，早期主要經濟為農業，1970年代後隨臺灣工商業的發展，且因鄰近臺北市，工業相當發達，擁有大面積的工業用地。宗教方面，當地居民的信仰中心為頂泰山巖與下泰山巖，此外隨著輔仁大學的成立，泰山區也成為臺灣天主教機構聚集的地區。

## 概述
泰山舊名「山腳」，因座落於大坪頂（今林口台地）之山下，自古依地理環境而習稱之山腳，由於境內有大窠坑溪及貴子坑溪流經，具「勢高而近溪澗淡水」之「天泉水堀」地利，為早期移民化地為田的首選，而成為新莊平原早期開發地區，「北臺首學」明志書院位居本區，人文薈萃，文風鼎盛。臺灣戰後時期，因境內廟宇奉祀泰山顯應祖師的「頂泰山巖」、「下泰山巖」二廟，廟貌巍巍、香火鼎盛，遂改名為「泰山」。地方也依此區分為「頂泰山」、「下泰山」兩大地區。
新莊平原的拓墾，最早以泰山山腳一帶，而後向營盤、海山頭、五股、新莊中港厝、頭前、二重埔方面發展。因為新莊、頭前、二重埔所依傍的台北大湖是個鹹水湖，食用水和灌溉水取得不易。山腳的泰山原野以當時的條件來說，取水很方便。

## 歷史
因座落於林口台地（平頂山）之山下，泰山自古依地理環境而昔稱之山腳，昔多閩南泉州府安溪縣移民開墾，清治時期隸屬淡水廳八里坌堡，日治時期十二廳時代，新庄支廳下設有貴仔坑區，即為今泰山區之前身。區長役場則位於貴仔坑庄，今貴子里。
大正9年（1920年）地方制度改革，新庄區與貴仔坑區合併為新莊街，屬新莊郡。二次大戰後，國民政府改新莊街為新莊鎮，唯山腳居民皆感公務往返交通不便，遂有分治之議。
1950年3月1日，正式設鄉，由新莊鎮劃出、成立泰山鄉，轄域為舊時新莊街的山脚、楓樹脚、大窠坑、頂田心子、義學、崎子脚、貴子坑、下坡角。鄉名取自境內奉祀移民的鄉土神泰山顯應祖師的廟宇，亦是本地信仰中心：「頂泰山巖」與「下泰山巖」兩廟宇之「泰山」二字。泰山鄉下分大科村、黎明村、山腳村、楓樹村、同榮村、義學村、明志村、貴子村等8個村。之後境內村數歷經四次變更，至2006年起，泰山鄉共轄17個村。2010年12月25日，因臺北縣升格改制新北市 ，泰山鄉改為泰山區。

## 人口
根據新北市政府民政局統計，2024年底泰山區戶數約3.1萬戶，人口約7.8萬人，區內人口最多與最少的里分別是全興里與大科里，2024年底兩里人口分別為10,103人與876人。

## 政治

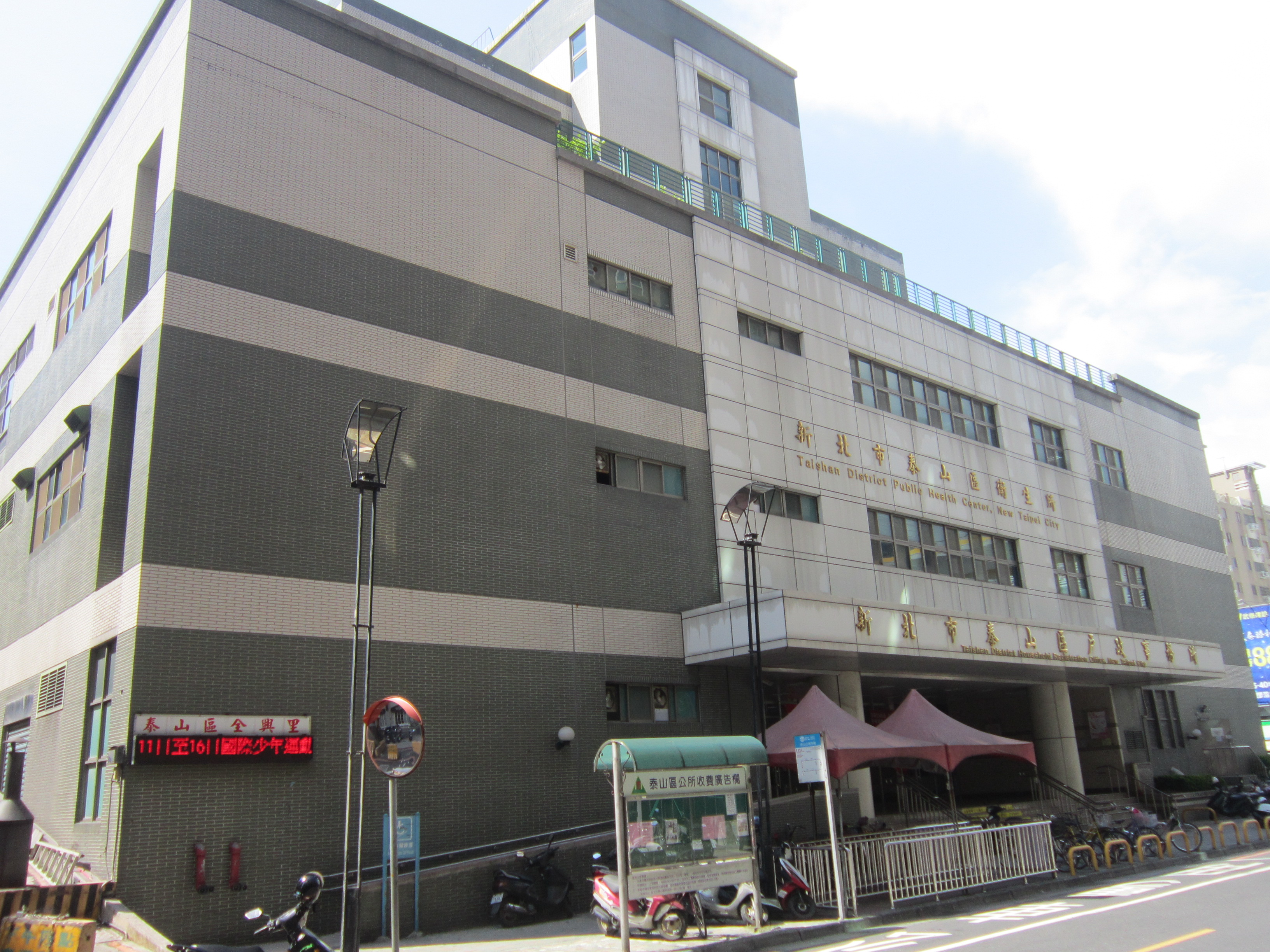
泰山區公共機關合署建築（含公有市場、戶政事務所、衛生所及圖書館等單位）

### 歷任首長
鄉長時期
| 屆次 | 姓名   | 備註 |
| ---- | ------ | ---- |
| 1    | 盧永祥 |      |
| 2    | 李煥彩 |      |
| 3    | 盧永祥 |      |
| 4    | 盧永祥 |      |
| 5    | 林大英 |      |
| 6    | 李有信 |      |
| 7    | 李有信 |      |
| 8    | 李騰輝 |      |
| 9    | 李騰輝 |      |
| 10   | 李進發 |      |
| 11   | 黃中興 |      |
| 12   | 黃中興 |      |
| 13   | 李國書 |      |
| 14   | 李國書 |      |
| 15   | 宋明宗 |      |

區長時期
| 任次 | 姓名   | 備註 |
| ---- | ------ | ---- |
| 1    | 黃秀川 |      |
| 2    | 劉淑芬 |      |
| 3    | 謝文祥 |      |
| 4    | 林慶豐 |      |
| 5    | 鄭淑敏 |      |
| 6    | 林俊宏 |      |

### 區政組織

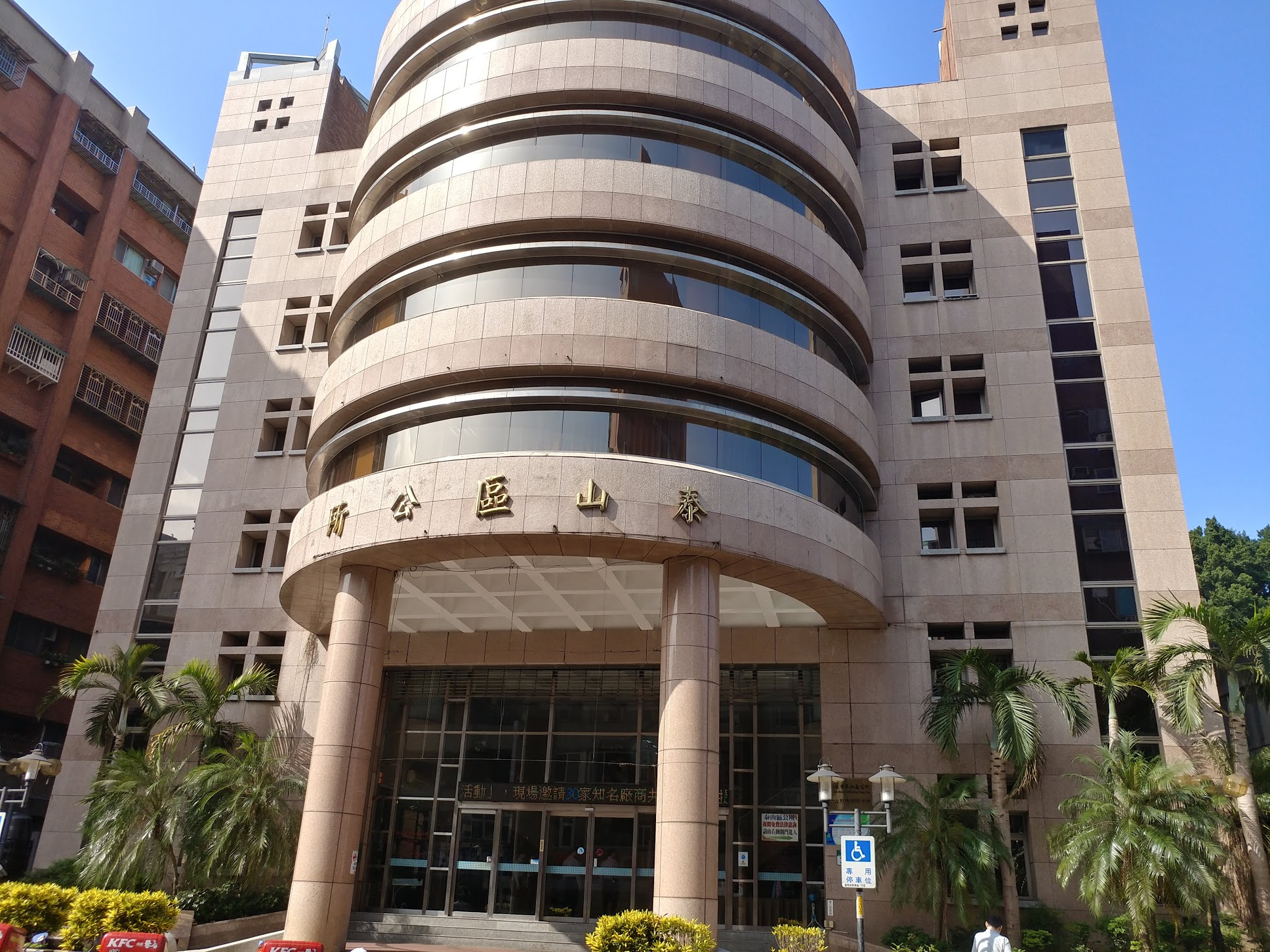
泰山區公所

泰山區公所是新北市政府在泰山區的派出機關，在中華民國政府架構中為市政府綜理區政的執行機關，上級業務監督機關為新北市政府。区长由市長任命，其任期為無任期保障。在區長及主任秘書之下，設有4課4室等8個內部單位。

### 行政區劃
現今泰山區行政範圍的確立，來自於1950年3月1日，將原屬新莊鎮的泰山里、同榮里、山腳里、大科里等4個里獨立出來，升格為泰山鄉，隸屬臺北縣新莊區:108。全鄉劃分為大科村、黎明村、楓樹村、山腳村、同榮村、義學村、明志村、貴子村等8個村。同年10月，裁撤區署，泰山鄉改直隸於臺北縣:106。2010年，臺北縣改制為直轄市，泰山鄉改制為市轄區「泰山區」，隸屬新北市。泰山區的行政區劃轄有大科里、黎明里、山腳里、福泰里、福興里、楓樹里、同榮里、同興里、全興里、義學里、義仁里、明志里、泰友里、新明里、貴子里、貴賢里、貴和里等17個里，共計466個鄰。

### 立法委員
- 新北市第一選舉區：洪孟楷

### 軍警治安
- 內政部警政署國道公路警察局（局本部）
  - 國道公路警察局第1隊
  - 國道公路警察局第1隊 泰山分隊
- 新北市政府警察局林口分局 （页面存档备份，存于）
  - 林口分局交通分隊
  - 泰山分駐所
  - 明志派出所
- 泰山憲訓中心

## 教育

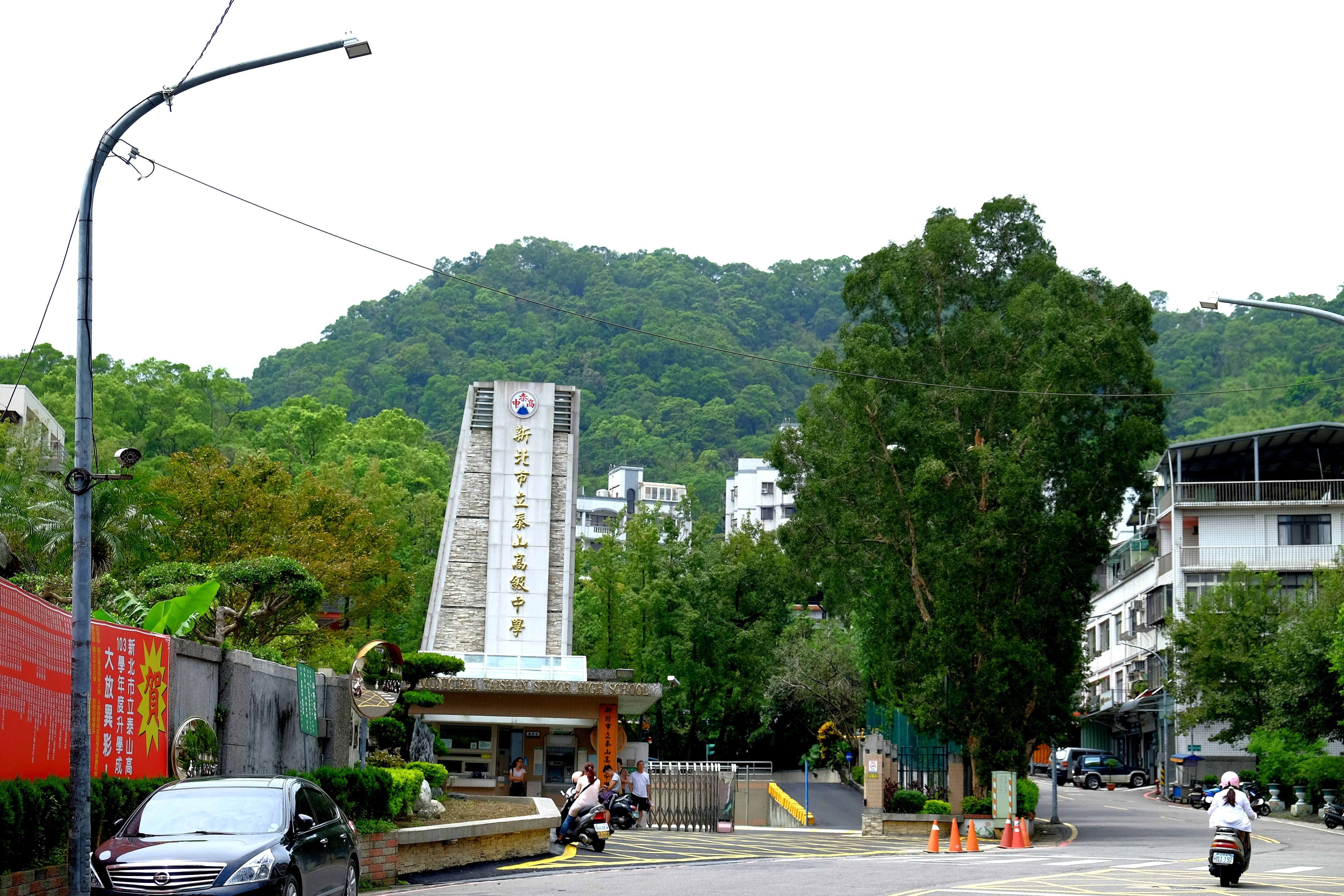
泰山高中

### 大專院校
- 明志科技大學
- 黎明技術學院

### 高級中等學校
- 新北市立泰山高級中學

### 國民中學
- 新北市立泰山國民中學
- 新北市立義學國民中學

### 國民小學
- 新北市泰山區泰山國民小學
- 新北市泰山區明志國民小學
- 新北市泰山區同榮國民小學
- 新北市泰山區義學國民小學

### 圖書館
- 新北市立圖書館泰山貴子分館（泰山貴子分館是由企業界（台塑企業）捐助的圖書館）
- 新北市立圖書館泰山分館
- 新北市立圖書館泰山親子圖書閱覽室

## 醫療
- 輔仁大學附設醫院：簡稱「輔大醫院」，2017年9月29日開業，位於貴子路69號，地處泰山區與新莊區的邊界。

## 交通

### 捷運
桃園捷運
- 機場線
  - 新莊副都心站
  - 泰山站
  - 泰山貴和站

### 主要道路

#### 國道
- 中山高速公路
  - 33 五股五股交流道
  - 國道高速公路局專用匝道
  - 泰山收費站：2013年實施計程收費後已拆除，現在保留兩座票亭做為紀念。

#### 快速公路
- 台64線（八里新店線）：北往八里，南往板橋新店，以五股二交流道銜接新北市特二號快速道路部分路段並經過新五路。
- 台65線（新北市特二號快速道路）：北起五股交流道，南至土城交流道。
  - 1 泰山泰山交流道：新五路部分路段為泰山區轄區，並於楓江路口設有一匝道。

#### 省道
- 新北大道-台一線，原中山路，地方俗稱「二省道」，通過泰山東南邊，可以連接新莊、桃園與三重、台北，桃園捷運機場線也通過於此。從民生路口與泰林路口有高架道路匝道，通往台北車站20分鐘內即可抵達。
- 中正路-台一甲線，位於泰山東南邊與新莊區丹鳳地區交界，路面本身隸屬新莊區管轄，為新莊區主要道路，可以連接桃園與三重、台北，沿線有捷運新莊線。

#### 市道
- 市道106號（泰林路）：泰山主要的東西向道路，東接新莊區新泰路，西往新北市林口區（13.5K~20.3K）。
- 市道107號（明志路）：縱向貫穿泰山的最主要道路，亦為107市道，北接五股區成泰路通往八里淡水，南接新莊區中正路，沿路皆為商店商家，是泰山區的都會中心（4.8K~9.3K）。
- 市道107甲（新五路）：五股交流道聯外道路，北往五股，南往新莊。由楓江路與中港西路與泰山市區相連（3.0K~3.8K）。

#### 區道
- 北60線（楓江路）：為泰山通往五股交流道的便道，西起明志路一段，東至新五路五股交流道旁。
- 北72線（貴子路）：貴子地區主要道路，可通往輔大後門與新莊、樹林地區，西起明志路三段，接新莊區三泰路，東接中正路與新樹路。
- 北76線（大科路）：大科地區主要道路，可連接到林口區，亦被認定為往林口的另一替代道路，東抵泰林路三段。
- 北117線（南林路）：起自南林科技園區（南林路），為昔跨縣鄉道桃北9-1線的改編，可連接桃9線（文桃路）前往桃園市龜山區華亞科技園區，或經北118線下山前往新莊區丹鳳地區。
- 北118線（壽山路）：起自新莊區丹鳳地區的中正路，與明志路交接處為新莊與泰山之市界，亦為昔跨縣鄉道桃北9線的改編，上山後向西接桃9線（文桃路），可連接桃園市龜山區華亞科技園區，亦可連接北117線銜接南林科技園區（南林路）與南泰路、明志科技大學。

#### 市區道路
- 仁愛路：泰山十八甲重劃區內的重要道路，西起明志路公園路口，東與泰林路相接。
- 南泰路（工專路）：泰山區南亞塑膠公司的內部道路，起自明志路三段，連接山下明志科技大學與山上場址與南林科技園區，亦可透過此路通往桃園市龜山區華亞科技園區與多數工業區。是泰山區通往南林路的主要道路。
- 中港西路：靠近貴子坑溪的主要道路，南起貴子路，至泰林路二段分成左右兩邊，北接新北產業園區道路。
- 文程路：紀念前臺北縣縣長謝文程而命名。西起明志路二段，東經新北大道，最終與泰林路一段相接。

### 客運

#### 國道客運
由 三重客運 經營，行經交通部高速公路局。
- 966（林口觀音寺－長庚醫院－高公局－庫倫街口－成淵高中－台北車站）
- 967（長庚大學－長庚醫院－高公局－行天宮－民權復興路口－捷運忠孝敦化站－國父紀念館－捷運市政府站）
- 1212（華亞園區 — 高公局 — 三重龍門路口）

#### 三重客運
- 508（泰山－蘆洲－榮總－惇敘工商）
- 617（泰山－內湖）：原起始站為新莊高中，因中港站移至此區，故而改之。
- 622（泰山－捷運中山站 志仁高中）：原起始站為新莊高中，因中港站移至此區，故而改之；例假日停駛，自104年2月17日縮短行駛至台北車站。
- 637（五股/泰山明志路－台北）：始於五股，行經泰山區明志路全段，可抵達新莊丹鳳地區、新莊、二重、台北西門町、博愛特區、台北郵局等站。
- 638（五股－捷運南京復興站）：始於五股，行經泰山區明志路全段，可抵達新莊丹鳳地區、新莊、三重重新路全段、台北民權東西路、台北大學(台北校區)等站。
- 638副（五股－捷運輔大站）：始於五股，行經泰山區明志路全段，去程於泰山巖站後轉貴子路，可抵達輔大醫院、捷運輔大站、丹鳳、捷運泰山貴和站等站。[14]
- 783（五股－新泰路－台北）（原1203）
- 786（公西－板橋）
  - 786 區間車（公西－捷運新莊站）
- 805（五股－新莊棒球場－捷運新埔站－土城）－與台北客運聯營
- 835（泰林仁德路口－新北產業園區－台北車站－捷運台大醫院站）
- 858（樹林－林口長庚醫院）：往樹林方向之公車經捷運丹鳳站；往林口方向之公車經丹鳳一。
- 859（泰山－樹林）：為新莊捷運接駁車。
- 898（迴龍－林口長庚醫院）
- 899（捷運新北產業園區站－捷運蘆洲站）
- 936（林口－捷運圓山站）
- 945（林口－松山機場）
- 946（林口－內湖科技園區）
- 桃602（桃園大有路－捷運泰山貴和站）：為桃園市區公車，不經桃園火車站。
- 桃603（長庚大學－捷運丹鳳站）：為桃園市區公車。

#### 國光客運
- 578（泰山公有市場－臺北車站（鄭州））（原新北市新巴士F215泰山公有市場線）[15]
  - 停靠站：泰山公有市場戶政事務所側（僅上車）－中興醫院（僅下車）－臺北車站北三門－捷運北門站（僅上車）－泰山公有市場仁德路側（僅下車）
- 579（泰山明志國小－臺北車站（鄭州））（原新北市新巴士F216泰山明志線）[16]
  - 停靠站：泰山區明志國小新生路側（僅上車）－中興醫院（僅下車）－臺北車站北三門－捷運北門站(僅上車)－輔大醫院貴子路（僅下車）－泰山貴子路口（僅下車）－泰山明志國小新生路側

#### 台北客運
- 805（五股－新莊棒球場－捷運新埔站－土城）→與三重客運聯營
- 920（林口－高公局－台北醫院－捷運新埔站－板橋車站）
- 925（林口－高公局－捷運三和國中站）
- 948（林口－高公局－板橋）

#### 中興巴士
- 616（泰山－天母）
- 820（泰山－捷運民權西路站）
- 918（泰山－捷運新埔站－新店）→與指南客運聯營
- 泰山－內湖跳蛙公車：不提供短程載客。

#### 指南客運
- 797（五股-市政府）
- 801（五股－捷運新莊站－松山機場）
- 803（五股－泰山十八甲－新莊中原路－松山機場）
- 813（五股－新莊高中－台北醫院－捷運新埔站－中和區金城路）→與光華巴士聯營
- 838（泰山－捷運關渡站）
- 880（樹林－淡海）
- 918（泰山－捷運新埔站－新店）→與中興巴士聯營
- 938（五股－泰山公有市場－捷運台大醫院站）
- 758（五股－麟光）
- 橘10（泰山－捷運蘆洲站）

#### 首都客運
- 952（南崁－高公局－板橋）

#### 大都會客運
- 937（林口－高公局－捷運圓山站）

#### 桃園客運
- 5116（桃園－高公局－台北長庚醫院）
- 9005（桃園－高公局－市府轉運站）→與三重客運聯營

#### 免費接駁公車
共有七條路線，包括四條區內接駁路線、兩條台北車站接駁路線、兩條免費醫療專車路線，其中F215公有市場線自2008年1月1日通車至今，F216明志國小線自2008年10月1日通車至今。配合新北市政府交通局政策，納入新北市免費社區巴士之服務。
- F211 （明志線：泰山公有市場－明志路－泰山公有市場）
  - 停靠站：泰山公有市場全興路側 - 義學里 - 文程路口 - 明志里 - 明志國小 - 泰山巖 - 明志科技大學 - 宏泰新村 - 下坡角 - 捷運泰山貴和站 - 捷運泰山貴和站（明志路） - 下坡角 - 宏泰新村 - 明志科技大學 - 泰山巖 - 明志國小 - 明志里 - 文程路口 - 義學里 - 同榮里 - 泰山高中 - 泰山公有市場全興路側
- F212 （泰林線：泰山公有市場－泰林路－泰山公有市場）
- F212副線（泰山公有市場－捷運泰山站－德音國小－貿商國宅）
  - 停靠站：泰山公有市場全興路側→環河路口→同榮里→捷運泰山站→(迴轉)→捷運泰山站→同榮里→環河路口→泰林仁德路口→福泰里→泰山分駐所→泰山郵局→信義街口→德泰里→遠東物流→德音國小→明德路口→貿商國宅→登林路→新加坡花園城堡→助順將軍廟→老人公寓→德音國小→遠東物流→德泰里→信義街口→泰山郵局→泰山分駐所→福泰里→泰山公有市場全興路側
- F213 （大科線：泰山公有市場－大科里－泰山公有市場）
- F217 （泰山－林口長庚醫院）
  - 停靠站：貴和兒童公園／明志科技大學／貴子路口／明志國小／義仁里／義學里／同榮里／泰山高中／泰山區公所／泰山國小／憲訓路／泰山國中／山腳橋／圓通寺／大科活動中心／青春嶺站／林口長庚醫院
  - 逢週一至週五行駛，週六、週日及例假日停駛。
- F218 （泰山－署立臺北醫院）
  - 停靠站：貴和兒童公園／明志科技大學／貴子路口／明志國小／義仁里／義學里／同榮里／泰山高中／泰山區公所／泰山分駐所／福泰里／泰山區公所／泰山高中／同榮里／義學里／義仁里／明志國小／貴子路口／明志科技大學／署立臺北醫院

### 未來

#### 輕軌
新北捷運
- █ 五股泰山輕軌（規劃中）：楓樹腳站 - 坡雅頭站 - 義學站 - 塭仔圳站
- 泰山板橋輕軌（規劃中）：塭仔圳站

#### 捷運
桃園捷運
- 機場線：輔大醫院站

## 旅遊
- 頂泰山巖
- 下泰山巖
- 百年古井
- 泰山明志書院
- 得慶居

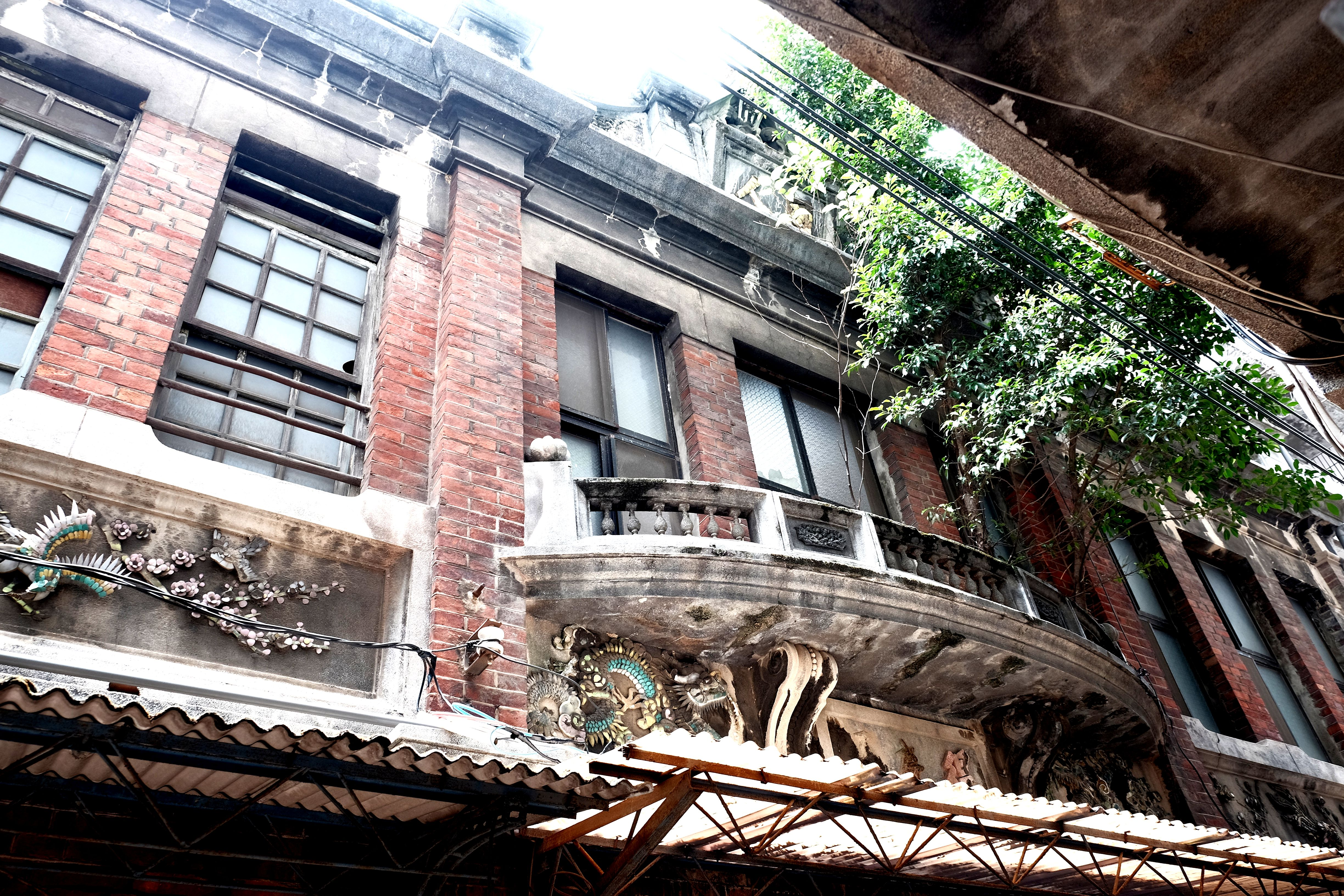
溝仔墘老街

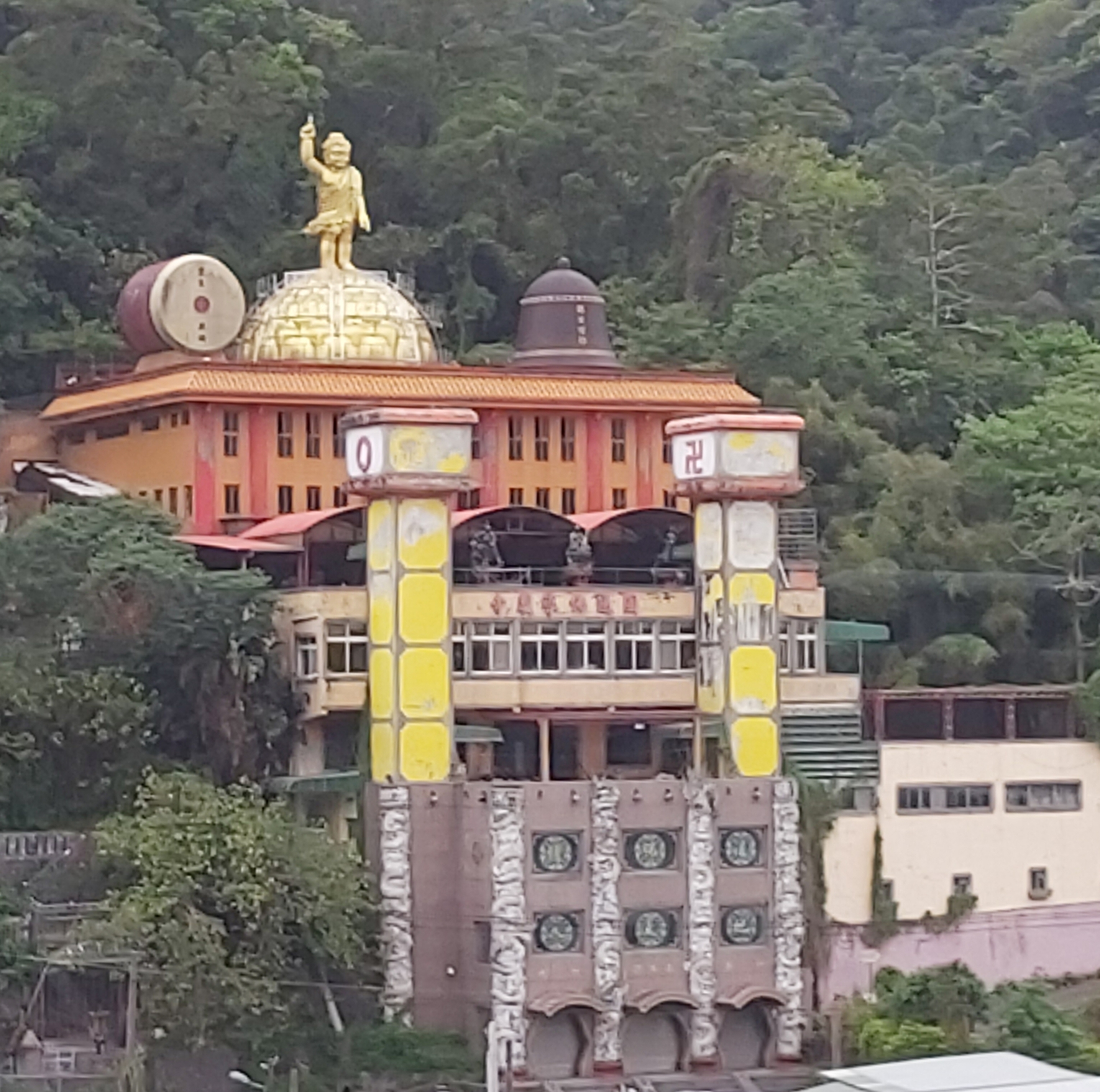
圓通佛導眾寺

- 泰山區娃娃產業文化館：美商MATTEL於1967年在泰山成立「美寧工廠」，生產「芭比娃娃」，當時很多泰山人都曾經在美寧工廠工作過，是很多在地泰山人共同的回憶，泰山也被稱為「芭比娃娃的故鄉」。[18]
- 許厝
- 溝仔墘老街牌樓
- 辭修公園
- 尖凍山
- 吳順記茶行
- 後山公園
- 楓樹河濱公園
- 泰山蒜香藤花季
- 泰山獅王文化節
- 敢部隊指揮部碉堡遺址（文史影像公園）
- 輔大花園夜市：為北台灣流動型特色夜市之一，位處泰山區新北大道六段100號，鄰近輔仁大學後門。該夜市已於2018年5月結束營運。
- 泰山國民運動中心：為新北市第八座運動中心，2015年7月19日開幕試營運[19]，同年8月5日正式營運。
- 泰山體育館：位於泰山區同榮里公園路旁

## 外部連結
- 泰山區公所 （页面存档备份，存于）
- 泰山區戶政事務所 （页面存档备份，存于）
- 泰山區衛生所 （页面存档备份，存于）
- 泰山區公所的Facebook專頁
- YouTube上的泰山區公所頻道